# خوسيه أنطونيو سالسيدو سانشيز
خوسيه أنطونيو سالسيدو سانشيز (بالإسبانية: José Antonio Salcedo Sanchez)‏ (1 أكتوبر 1990 في إسبانيا - ) هو لاعب كرة قدم إسباني في مركز حراسة المرمى. لعب مع ريال بلد الوليد ونادي موسكرون وHuracán Valencia CF ‏ وLa Roda CF ‏.

## وصلات خارجية
- خوسيه أنطونيو سالسيدو سانشيز على موقع قاعدة بيانات كرة القدم.إي يو (الإنجليزية)
- خوسيه أنطونيو سالسيدو سانشيز على موقع Soccerway.com (الإنجليزية)